# Calliphora praepes
Calliphora praepes este o specie de muște din genul Calliphora, familia Calliphoridae. A fost descrisă pentru prima dată de Giglio-tos în anul 1893. Conform Catalogue of Life specia Calliphora praepes nu are subspecii cunoscute.